# Ama, Aichi

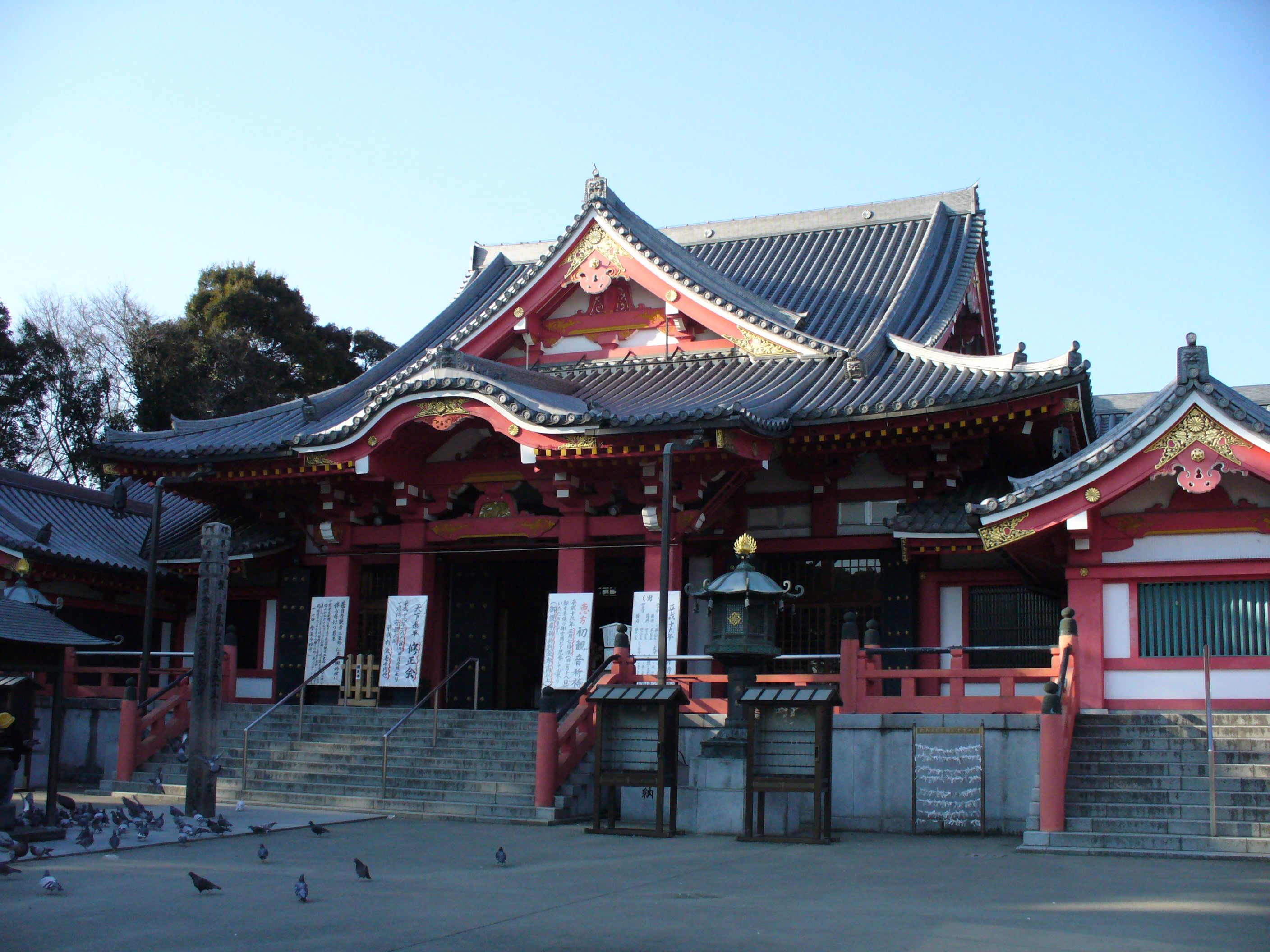
Templul Jimoku din oraşul Ama, prefectura Aichi

Ama (あま市 Ama-shi?) este un municipiu din Japonia, prefectura Aichi.